# Copilul care ar putea fi rege
Copilul care ar putea fi rege (titlu original: The Kid Who Would Be King) este un film din 2019 de Joe Cornish.

## Distribuție
- Louis Ashbourne Serkis - Alex
- Tom Taylor - Lance
- Dean Chaumoo - Bedders
- Rhianna Dorris - Kaye
- Angus Imrie - tânărul  Merlin
- Rebecca Ferguson - Morgana
- Patrick Stewart -   Merlin adult
- Denise Gough - Mary
- Genevieve O'Reilly - Sophie